# Suca (formiga-leão)
Suca é um género de formiga-leão pertencente à família Myrmeleontidae.
As espécies deste género podem ser encontradas na África Austral.
Espécies:
- Suca delicata Navás, 1921
- Suca satura Navás, 1921